# 마이린
마이린(본명: 최린, 2006년 9월 1일 ~ )은 대한민국의 청소년 크리에이터이다.
2019년 11월 3일, 그가 운영하는 유튜브 채널인 마이린 TV가 구독자 수가 100만 명을 넘기면서 골드버튼을 받았으며, 2015년 9월부터 2020년 3월까지 매일 동영상을 올리다가 현재는 주 4회 정도 올리고 있다. 주로 일상과 먹방, 체험기 등의 콘텐츠를 다룬다.

## 학력
- 서울경일초등학교
- 성원중학교[1]
- 한영외국어고등학교[5]
- 연세대학교[5]

## 활동

### 공연
- 2016 다이아페스티벌 참가.
- 2017 다이아페스티벌 참가.
- 2018 다이아페스티벌 참가.
- 2019 다이아페스티벌 참가.
- 2019 크리에이터위크 행사 참가.
- 2020 교원딥체인지크리에이터페스티벌 참가.

### 영화
- 《패트와 매트 : 우당탕탕 크리스마스》 나레이션 더빙[6]

### 방송
투니버스 조아서 구독중 2에서 주인공 아서의 매니저로 잠깐 나옴.

### 홍보대사 및 캠페인
- 2019년: 보건복지부 제16회 대한민국 아동총회 홍보대사 위탁[7]
- 2020년: 한국MCN협회의 굿-크리에이터 캠페인[8]

## 관련 도서
- 《마이린 TV 1: 초등 대공감 코믹북》, 마이린 원작, 전판교 글, 양선모 그림, 서울문화사ISBN 9791164382163.